# Mistrzostwa Świata w Lekkoatletyce 2019 – bieg na 10 000 m kobiet
Bieg na 10 000 metrów kobiet – jedna z konkurencji biegowych rozgrywanych podczas lekkoatletycznych mistrzostw świata na Stadionie Międzynarodowym Chalifa w Dosze.

## Terminarz
Źródło: worldathletics.org.
| Data        | Godzina |       |
| ----------- | ------- | ----- |
| 28 września | 21:10   | Finał |

## Rekordy
Tabela prezentuje rekord świata, rekord mistrzostw świata, rekordy kontynentów oraz najlepszy wynik na listach światowych w sezonie 2019 przed rozpoczęciem mistrzostw.
|                            | Zawodniczka        | Wynik    | Miejsce        | Data                  | Źródło |
| -------------------------- | ------------------ | -------- | -------------- | --------------------- | ------ |
| Rekord świata              | Almaz Ayana        | 29:17,45 | Rio de Janeiro | 12 sierpnia 2016(dts) | [ 3 ]  |
| Listy światowe             | Letesenbet Gidey   | 30:37,89 | Hengelo        | 17 lipca 2019(dts)    | [ 3 ]  |
| Rekord mistrzostw świata   | Berhane Adere      | 30:04,18 | Paryż          | 23 sierpnia 2003(dts) | [ 3 ]  |
| Rekord Afryki              | Almaz Ayana        | 29:17,45 | Rio de Janeiro | 12 sierpnia 2016(dts) | [ 4 ]  |
| Rekord Ameryki Południowej | Carmem de Oliveira | 31:47,76 | Stuttgart      | 21 sierpnia 1993(dts) | [ 5 ]  |
| Rekord Ameryki Północnej   | Molly Huddle       | 30:13,17 | Rio de Janeiro | 12 sierpnia 2016(dts) | [ 6 ]  |
| Rekord Australii i Oceanii | Kimberley Smith    | 30:35,54 | Palo Alto      | 4 maja 2008(dts)      | [ 7 ]  |
| Rekord Azji                | Wang Junxia        | 29:31,78 | Pekin          | 8 września 1993(dts)  | [ 8 ]  |
| Rekord Europy              | Paula Radcliffe    | 29:06,82 | Monachium      | 6 sierpnia 2002(dts)  | [ 9 ]  |

## Wyniki
Źródło: worldathletics.org.
| Pozycja | Zawodnik            | Państwo           | Czas     | Uwagi |
| ------- | ------------------- | ----------------- | -------- | ----- |
| 01 !    | Sifan Hassan        | Holandia          | 30:17,62 | WL    |
| 02 !    | Letesenbet Gidey    | Etiopia           | 30:21,23 | PB    |
| 03 !    | Agnes Tirop Chebet  | Kenia             | 30:25,20 | PB    |
| 4.      | Rosemary Wanjiru    | Kenia             | 30:35,75 | PB    |
| 5.      | Hellen Obiri        | Kenia             | 30:35,82 | PB    |
| 6.      | Senbere Teferi      | Etiopia           | 30:44,23 | SB    |
| 7.      | Susan Krumins       | Holandia          | 31:05,40 | PB    |
| 8.      | Marielle Hall       | Stany Zjednoczone | 31:05,71 | PB    |
| 9.      | Molly Huddle        | Stany Zjednoczone | 31:07,24 |       |
| 10.     | Emily Sisson        | Stany Zjednoczone | 31:12,56 |       |
| 11.     | Hitomi Niiya        | Japonia           | 31:12,99 | SB    |
| 12.     | Camille Buscomb     | Nowa Zelandia     | 31:13,21 | PB    |
| 13.     | Ellie Pashley       | Australia         | 31:18,89 | PB    |
| 14.     | Sinead Diver        | Australia         | 31:25,49 | PB    |
| 15.     | Stephanie Twell     | Wielka Brytania   | 31:44,79 |       |
| 16.     | Stella Chesang      | Uganda            | 32:15,20 |       |
| 17.     | Natasha Wodak       | Kanada            | 32:31,19 |       |
| 18.     | Rachael Zena Chebet | Uganda            | 32:41,93 | PB    |
| 19.     | Minami Yamanouchi   | Japonia           | 32:53,46 |       |
| 20.     | Juliet Chekwel      | Uganda            | 33:28,18 |       |
| -       | Netsanet Gudeta     | Etiopia           | DNF      |       |
| -       | Alina Reh           | Niemcy            | DNF      |       |